# Либери
Либери (итал. Liberi) — коммуна в Италии, располагается в регионе Кампания, в провинции Казерта.
Население составляет 1221 человек (2008 г.), плотность населения составляет 72 чел./км². Занимает площадь 17 км². Почтовый индекс — 81040. Телефонный код — 0823.

## Демография
Динамика населения:

## Администрация коммуны
- Официальный сайт: http://liberi.asmenet.it Архивная копия от 18 марта 2015 на Wayback Machine